# WR-1
Whiteshell Reactor No. 1 или WR-1 - канадский исследовательский  реактор, расположенный в Лабораториях Вайтшел (англ. Whiteshell Laboratories) в Манитобе. Он был построен для проверки концепции реактора типа CANDU, который заменил тяжеловодный теплоноситель масляным веществом. Это имело ряд потенциальных преимуществ с точки зрения затрат и эффективности.
Реактор мощностью 60 МВт был спроектирован и построен канадской General Electric стоимостью 14,5 млн канадских долларов.  Он достиг критичности 1 ноября 1965 года  и полной мощности в декабре 1965 года. Усилия по коммерциализации конструкции начались в 1971 году, но закончились в 1973 году, когда тяжеловодные теплоносители стали стандартом. 
WR-1 был отключен в последний раз в 1985 году, было выгружено топливо, а с 2013 года  снимается с эксплуатации, работы планируется завершить в 2023 году.

## Основное описание
Основная проблема использования легкой воды в качестве замедлителя заключается в том, что она также поглощает некоторые из нейтронов. Баланс нейтронов в естественной изотопной смеси настолько низок, что даже небольшое количество, поглощаемое таким образом, становится препятствием для поддержания критичности. В большинстве конструкций реактора это устраняется путем незначительного увеличения количества 235U относительно 238U, процесса, известного как обогащение.
Конструкция CANDU решает проблему замедления, заменяя обычную воду тяжёлой водой. Водород в тяжёлой воде имеет дополнительный нейтрон, поэтому вероятность того, что исходный нейтрон деления будет поглощаться во время замедления, значительно уменьшается. Кроме того, он подвержен другим реакциям, которые дополнительно увеличивают количество нейтронов, высвобождаемых во время работы. Экономия нейтронов улучшается до такой степени, что даже необогащенный природный уран сохранит критичность, что значительно снижает сложность и стоимость заправки реактора, а также позволяет использовать ряд альтернативных топливных циклов, которые смешиваются в менее реактивных элементах. Недостатком этого подхода является то, что 235U распределяется через большую топливную массу, что делает корпус реактора более значительным для любого заданного уровня мощности. Это может привести к увеличению капитальных затрат, создающих ядро реактора.
Для решения этой проблемы CANDU использует уникальную компоновку ядра реактора. Обычные конструкции реактора состоят из большого металлического цилиндра, содержащего топливо и охлаждающую воду, который запускается под высоким давлением, чтобы увеличить температуру кипения воды, чтобы более эффективно удалять тепло. В то время, когда разрабатывалась CANDU, в Канаде не хватало средств для создания таких больших сосудов высокого давления, особенно таких, которые достаточно велики для работы на природном уране. Задача заключалась в том, чтобы закрыть тяжелую воду под давлением в меньших трубах, а затем вставить их в гораздо более крупный сосуд низкого давления, известный как каландра. Одним из основных преимуществ этой компоновки является то, что топливо может быть удалено из отдельных труб, что позволяет заправлять конструкцию во время работы, в то время как в обычных конструкциях требуется, чтобы весь корпус реактора был отключен. Небольшим недостатком является то, что трубки поглощают также некоторые нейтроны, но не настолько, чтобы компенсировать улучшенную экономичность нейтронов конструкции тяжелой воды.
Существенной проблемой при использовании любой воды в качестве теплоносителя является то, что вода имеет тенденцию растворять топливо и другие компоненты и в конечном итоге становится очень радиоактивной. Это смягчается за счет использования специальных сплавов для труб и переработки топлива в керамическую форму. Большая проблема заключается в том, что вода имеет низкую температуру кипения, ограничивая рабочие температуры. Материал с более высокой температурой кипения может работать при более высоких температурах, повышая эффективность извлечения энергии и позволяя ядру быть меньше.
Это было основной предпосылкой дизайна Organic Cooled Reactor (OCR). В макете CANDU замедлитель и теплоноситель использовали тяжелую воду, но для этого не было никакой причины, кроме целесообразности. Поскольку основная масса умеренности произошла в массе каландрии, замена небольшого количества в топливных трубах каким-либо другим теплоносителем была простой, в отличие от обычных конструкций легкой воды, где должен был быть добавлен какой-либо другой замедлитель. Использование масла в качестве теплоносителя уменьшало проблемы с коррозией, что позволило использовать более обычные металлы, одновременно уменьшая излучение в системе охлаждения. Органическая жидкость, выбранная OS-84, представляет собой смесь терфенилов, каталитически обработанных водородом, с получением 40 процентов насыщенных углеводородов. Терфенилы представляют собой производные нефтехимии, которые были легко доступны и уже использовались в качестве теплоносителей.
Кроме того, при использовании материала с более высокой температурой кипения реактор может работать при более высоких температурах. Это не только уменьшало количество телоносителя, необходимого для удаления заданного количества энергии, и тем самым уменьшало физические размеры сердечника, но также увеличивало эффективность турбин, используемых для извлечения этой энергии для электрогенерации. WR-1 работал с температурами на выходе до 425 ° C, по сравнению с примерно 310 °C в обычным CANDU, где в качестве замедлителя и теплоносителя была тяжелая вода. Это также означало, что нет необходимости вдавливать теплоноситель за пределы того, что необходимо для принудительного её прохождения через охлаждающие трубки с требуемой скоростью. Это позволило сделать топливные трубки более тонкими, уменьшив количество нейтронов, потерянных во взаимодействии с трубкой, и ещё больше увеличило экономию нейтронов.
Реактор имел вертикальные топливные каналы, в отличие от обычного устройства CANDU, где трубы горизонтальны. Реактор не использовал обычные управляющие стержни, но полагался на контроль уровня мощного замедлителя тяжелой воды для регулировки выходной мощности. Реактор можно быстро остановить быстрым сбросом замедлителя.
В 1971 году AECL приступила к проектированию 500 МВт CANDU-OCR на основе топлива из карбида урана (UС). Карбидное топливо будет разъедаться в воде, но в версии с масляным охлаждением это не проблема. Карбидное топливо было намного легче производить, чем более сложная керамика, используемая в большинстве конструкций реактора. Эта проектная работа была закрыта в 1973 году, но WR-1 в любом случае протестировала концепцию. Другая возможность заключалась в использовании чистого металлического топлива, которое увеличивало бы плотность топлива и обеспечивало бы более высокий уровень выгорания. Металлическое топливо лучше нагревает тепло, так что в одном и том же пространстве может использоваться более мощное ядро.

## Преимущества
К преимуществам органических теплоносителей следует отнести их низкую активацию, поскольку облучение нейтронами углеводородных соединений не приводит к образованию долгоживущих радиоактивных элементов. Кроме того, значительно сокращается загрузка тяжелой воды в ядерный реактор (которая довольно дорого стоит), так как органический теплоноситель обладает хорошей замедляющей способностью, что позволяет уменьшить размеры реактора.
Расчеты показывают, что загрузку реактора тяжелой водой (D2O) в расчете на 1 кВт (электричества) усовершенствованного реактора CANDU с органическим теплоносителем можно уменьшить в 5 раз по сравнению со стандартной конструкцией при замене тяжеловодного теплоносителя органическим.
К достоинствам усовершенствованного тяжеловодного ядерного реактора с органическим теплоносителем следует отнести: более высокий к.п.д.; низкая загрузка тяжелой водой (около 20% по сравнению с CANDU PHW); низкая наведенная активность в первом контуре.
Для эффективной работы реактора данного типа необходимы: высокоплотное ядерное топливо; фильтры для предотвращения загрязнения каналов с теплоносителем продуктами радиолиза; обеспечение работоспособности топливных каналов под давлением при температуре около 375°С и оболочек твэлов при температуре 475°С.

## Инциденты
В ноябре 1978 года произошла серьезная авария, связанная с теплоносителем. Израсходовано 2,739 литра масла теплоносителя, большая часть которого попала в реку Виннипег. Ремонт занял несколько недель. В 1980 году произошла еще одна утечка в 680 литров.

## Статус
17 мая 1985 года WR1 был отключен по экономическим причинам, хотя это был самый молодой из крупных исследовательских реакторов AECL. Реактор находится на промежуточной стадии снятия с эксплуатации, разгружен и в значительной степени разобран. Территория будет очищена до безопасного сосотояния в конце вывода из эксплуатации.

## Внешние ссылки
- Atomic Energy of Canada Limited
- The Canadian Nuclear FAQ
- AECL - Atomic Energy of Canada Limited
- Whiteshell Reactor No. 1
- WR-1, UNIQUE AMONG RESEARCH REACTORS
- Canadian Nuclear Association